# Danh sách phim VTV phát sóng năm 2015
Đây là danh sách phim VTV phát sóng trong năm 2015.
←2014 - 2015 - 2016→

## Phim Tết Nguyên Đán
Phim phát sóng trên VTV1 từ 20:10 đến 20:55 các ngày 28 - 29 và mùng 1 - mùng 2 Tết Nguyên Đán Ất Mùi.
| Thời gian       | Tên               | Số tập | NSX | Đoàn làm phim | Bài hát chủ đề            | Thể loại | Ghi chú |
| --------------- | ----------------- | ------ | --- | --- | ------------------------- | -------- | ------- |
| 16 - 20 tháng 2 | Cánh gió đầu xuân | 4      | VFC | Vũ Hồng Sơn (đạo diễn); Chu Hồng Vân (kịch bản); Diệp Anh, Khuất Quỳnh Hoa, Huyền Thanh, Ngọc Quỳnh, Hằng Nga, Quang Thắng, Kiên Cường, Hải Yến, Thanh Hiền, Khánh Trang, Thanh Thủy, Trần Đình Cường... | Đón Tết Trình bày: Trà My | Gia đình |         |

## VTV1 - Phim truyện giờ vàng

### Phim thứ Hai - thứ Ba
Bắt đầu từ ngày 2 tháng 3 năm 2015, khung giờ "thứ Hai - thứ Tư" được chuyển thành "thứ Hai - thứ Ba".
Những bộ phim này phát sóng từ 20:40 đến 21:35 các ngày từ thứ Hai đến thứ Tư (trước ngày 25 tháng 2), thứ Hai và thứ Ba (từ ngày 2 tháng 3) trên kênh VTV1.
| Thời gian                | Tên              | Số tập | NSX                  | Đoàn làm phim | Bài hát chủ đề                                                                          | Thể loại    | Ghi chú                                                                                       |
| ------------------------ | ---------------- | ------ | -------------------- | --- | --------------------------------------------------------------------------------------- | ----------- | --------------------------------------------------------------------------------------------- |
| 6 tháng 1 - 12 tháng 5   | Sóng ngầm        | 33     | VTV và Galaxy Studio | Nguyễn Mạnh Hà (đạo diễn); Thủy Ngân, Thái Ly, Thanh Hồng, Hương Trà (kịch bản); Như Quỳnh, Tiến Đạt, Thanh Quý, Bùi Bài Bình, Vân Anh, Vĩnh Xương, Quế Hằng, Linh Miu, Đỗ Duy Nam, Hồ Liên...                      | Chuyện đời Trình bày: Trọng Văn & Hàn Vũ Chậm lại chút thôi Trình bày: Đỗ Vũ Phương Anh | Gia đình    | 17 tập đầu phát sóng từ thứ Hai - thứ Tư. Hoãn 12 tập do sự kiện đặc biệt. Sản xuất năm 2014. |
| 25 tháng 5 - 29 tháng 9  | Hận thù hóa giải | 31     | Vnmedia              | Lê Minh (đạo diễn); Nguyễn Xuân Đức (kịch bản); Thương Tín, Mỹ Duyên, Dương Cẩm Lynh, Đoàn Thanh Tài, Thanh Duy, Công Hậu, Tấn Hoàng, Cao Hoàng, Quốc Huy, Bảo Ngọc, Hùng Thuận...                                  | Hận thù hóa giải Trình bày: Lê Anh Dũng                                                 | Chiến tranh | Hoãn 7 tập do sự kiện đặc biệt.                                                               |
| 5 tháng 10 - 22 tháng 12 | Đối thủ kỳ phùng | 40     | VTV và VFS           | Nguyễn Quang, Nguyễn Thu (đạo diễn); Từ Nguyên Trực, Ngọc Lê (kịch bản); Tiến Đạt, Phạm Cường, Đức Khuê, Đức Sơn, Vũ Phan Anh, Minh Hiếu, Phương Oanh, Ngọc Quỳnh, Linh Hương, Việt Thắng, Quốc Thắng, Huy Trinh... | Đối thủ kỳ phùng Trình bày: Vũ Nhật Tân                                                 | Hình sự     | Tập 8 - 38 phát sóng từ thứ Hai - thứ Sáu.                                                    |

### Phim thứ Tư - thứ Sáu
Bắt đầu từ ngày 4 tháng 3 năm 2015, khung giờ "thứ Năm - thứ Sáu" được chuyển thành "thứ Tư - thứ Sáu".
Những bộ phim này phát sóng từ 20:40 đến 21:35 các ngày từ thứ Năm đến thứ Sáu (trước ngày 27 tháng 2), thứ Tư đến thứ Sáu (từ ngày 4 tháng 3) hàng tuần trên kênh VTV1.
| Thời gian                                  | Tên                          | Số tập | NSX | Đoàn làm phim | Bài hát chủ đề                                                   | Thể loại | Ghi chú                                                                                         |
| ------------------------------------------ | ---------------------------- | ------ | --- | --- | ---------------------------------------------------------------- | -------- | ----------------------------------------------------------------------------------------------- |
| 28 tháng 5 - 22 tháng 10                   | Khi đàn chim trở về (phần 3) | 46     | VFC | Nguyễn Danh Dũng (đạo diễn); Nguyễn Ngọc Đức (kịch bản); Việt Anh, Kiều Thanh, Tùng Dương, Trần Nhượng, Lê Ngọc Quang, Lâm Vissay, Doãn Quốc Đam, Vân Anh, Thiện Tùng, Lý Thanh Kha, Thu Hà, Sỹ Hoài, Việt Bắc, Đức Trung, Đức Thịnh, Đình Chiến, Diễm Hương, Nguyễn Trọng Hùng, Duy Thanh, Bình Xuyên, Hoàng Tùng, Tiến Mộc, Linh Miu... | Bến yên bình Trình bày: Tùng Dương                               | Hình sự  | Khi đàn chim trở về 1, 2, 3 đều là ba câu chuyện khác nhau nhưng cùng về các chiến sĩ kiểm lâm. |
| 23 tháng 12 năm 2015 - 23 tháng 3 năm 2016 | Lời ru mùa đông              | 31     | VFC | Mai Hồng Phong (đạo diễn); Chu Thu Hằng (kịch bản); Như Quỳnh, Đức Khuê, Thúy Hằng, Minh Tiệp, Minh Hương, Thu Hà, Vũ Phan Anh, Quỳnh Hoa, Phương Oanh, Nam Thương, Ba Duy, Thanh Tùng, Thùy Linh, Xuân Hảo, Cường Việt, Tạ Minh Thảo, Khắc Trịnh, Văn Minh, Tuyết Liên, Quỳnh Kool, Thanh Thủy, Ngọc Tuyết, Việt Thường, Phạm Minh Nguyệt, Khánh Linh, Nguyễn Lan Hương, Sỹ Lai, Nguyễn Giang, Kim Dung, Vĩnh Kiên, Hoàng Yến, Bình Xuyên, Kiều Trang... | Tìm lại lời ru Trình bày: Minh Chuyên Vấn vương Trình bày: Hà Vy | Gia đình |                                                                                                 |

## VTV3 - Phim truyện giờ vàng

### Phim thứ Hai - thứ Ba
Những bộ phim này phát sóng từ 21:15 đến 22:10 thứ Hai và thứ Ba trên kênh VTV3.
| Thời gian                                 | Tên                  | Số tập | NSX                  | Đoàn làm phim | Bài hát chủ đề                                            | Thể loại          | Ghi chú |
| ----------------------------------------- | -------------------- | ------ | -------------------- | --- | --------------------------------------------------------- | ----------------- | --- |
| 11 tháng 8 - 28 tháng 12                  | Người đứng trong gió | 40     | Khang Việt Film      | Bùi Nam Yên (đạo diễn); Trần Quế Ngọc (kịch bản); Đào Bá Sơn, Diễm My, Thân Thúy Hà, Mạnh Trường, Hà Việt Dũng, Linh Sơn, Quang Hòa, Nhã Phương, Xuân Văn, Minh Thảo, Huỳnh Kiến An, Kim Huyền, Thiên Kim...                                             | Người đứng trong gió Trình bày: Thanh Nguyên & Duy Linh   | Tâm lý, hành động | |
| 29 tháng 12 năm 2015 - 7 tháng 6 năm 2016 | Nữ cảnh sát tập sự   | 45     | Sóng Vàng Production | Nguyễn Phương Điền (đạo diễn); Đặng Thu Trang (kịch bản); Minh Thảo, Lương Thế Thành, Huy Khánh, Minh Cường, Quốc Trường, Lê Hoàng, Hồ Giang Bảo Sơn, Long Đẹp Trai, Trung Dũng, Ái Châu, Hữu Châu, Phi Điểu, Hoài An, Quốc Hùng, Lê Thiện, Bích Trâm... | Ước mơ bình yên Tình mãi là tia nắng Trình bày: Tuyết Mai | Hình sự, Lãng mạn | Hoãn 2 tập ngày 8 - 9 tháng 2 năm 2016 để phát sóng các chương trình dịp Tết Nguyên Đán Bính Thân 2016. Sản xuất năm 2012. |

### Phim thứ Tư - thứ Năm
Những bộ phim này phát sóng từ 21:15 đến 22:10 thứ Tư và thứ Năm trên kênh VTV3.
| Thời gian                                                                                         | Tên                            | Số tập                                   | NSX        | Đoàn làm phim | Bài hát chủ đề                                                                  | Thể loại           | Ghi chú |
| ------------------------------------------------------------------------------------------------- | ------------------------------ | ---------------------------------------- | ---------- | --- | ------------------------------------------------------------------------------- | ------------------ | --- |
| 29 tháng 4 - 6 tháng 8                                                                            | Hôn nhân trong ngõ hẹp         | 30                                       | VFC        | Vũ Trường Khoa (đạo diễn); Tăng Quách Quỳnh Lam (kịch bản); NSƯT Trung Anh, NSƯT Thanh Quý, Chí Nhân, Minh Hà, Mạnh Hưng, Khuất Quỳnh Hoa, Trọng Nhân, Kiều My, Diễm Hương, Đặng Loan, Gia Bảo, NSƯT Thanh Tú, NSƯT Hoàng Mai, Bình Trọng, Thu Huyền, Trần Anh, Hoàng Anh, Kim Thoa, Việt Thái, Quỳnh Anh, Xuân Khôi, Hoàng Tùng...                          | Trở về bên nhau Trình bày: Dương Hoàng Yến                                      | Hôn nhân, Gia đình | Tên cũ: Sau 7 năm hạnh phúc. |
| 12 tháng 8 - 19 tháng 11                                                                          | Cảnh sát hình sự: Câu hỏi số 5 | 30                                       | VFC        | Bùi Quốc Việt (đạo diễn); Trung Dũng, Khánh Bùi (biên kịch); Tiến Lộc, Bảo Anh, Đỗ Kỷ, Hoàng Tùng, Kiều Thanh, Thanh Hoa, Chí Nhân, Doãn Quốc Đam, Tạ Minh Thảo, Ngọc Dương, Thanh Huyền, Nguyễn Lộc, Vũ Hải, Tiến Đại... | Nỗi đau không tên Trình bày: Trà My Đến nơi bình yên Trình bày: Lưu Hương Giang | Hình sự, hành động | |
| 25 tháng 11 năm 2015 - 18 tháng 2 năm 2016 Phát hành lại: 30 tháng 3 - 18 tháng 5 năm 2023 (VTV1) | Khúc hát mặt trời              | 24 (45 phút) Phát hành lại: 34 (30 phút) | VFC và TBS | Vũ Trường Khoa (đạo diễn); Đàm Vân Anh, Hoàng Hồng Hạnh, Đỗ Thủy Tiên (kịch bản); Nhã Phương, Quang Tuấn, Thu Hà, Trọng Trinh, Huỳnh Anh, Hoàng Oanh, Đinh Hương, Việt Anh, Xuân Nghị, Ngân Quỳnh, Hoàng Thanh, Quốc Tỉnh, Thạch Thảo, Lyna Trang, Minh Phụng, Nao Matsushita, David Ito, Masatsugu Yuda, Hoàng Việt Nga, Kaoru Maruwaka, Nguyễn Hồng Sơn... | Đêm Trình bày: Thùy Chi Em về tinh khôi Trình bày: Thùy Chi & Hoàng Anh         | Lãng mạn           | Dựa trên bộ phim Nhật Bản "A Song to the Sun". Quay tại Nhật Bản và Việt Nam. Hoãn 2 tập ngày 10 - 11 tháng 2 năm 2016 để phát sóng các chương trình dịp Tết Nguyên Đán Bính Thân 2016. Phiên bản phát hành lại phát sóng 21:00-21:30 từ thứ Hai - thứ Sáu trên VTV1. |

## VTV3 - Rubic 8
Những bộ phim này phát sóng từ 14:20 đến 15:10 thứ Bảy và Chủ Nhật trên kênh VTV3.
| Thời gian                 | Tên                   | Số tập | NSX | Đoàn làm phim | Bài hát chủ đề                                         | Thể loại | Ghi chú                                                    |
| ------------------------- | --------------------- | ------ | --- | --- | ------------------------------------------------------ | -------- | ---------------------------------------------------------- |
| 10 tháng 1 - 15 tháng 2   | Màu của tình yêu      | 12     | VFC | Mai Hồng Phong (đạo diễn); Chi Hoa, Tô Dũng, Hoàng Thu Trang, Tôn Thất Chương, Diễm Lộc, Mai Ngọc Căn, Khuất Quỳnh Hoa, Trịnh Xuân Hảo, Hoàng Yến, Văn Huy, Kiều Trang, Thu An... | Vệt nắng mùa đông Trình bày: Thu Trang                 | Lãng mạn |                                                            |
| 21 tháng 2 - 29 tháng 3   | Viết tiếp bản tình ca | 12     | VFC | Vũ Minh Trí (đạo diễn); Nguyễn Thị Vân Anh (kịch bản); Thùy Linh, Lưu Đê Ly, Thanh Sơn, Anh Dũng, Lan Hương 'Bông', Quốc Trị, Trung Anh, Quế Hằng, Ngọc Thoa, Quang Minh... | Bản tình ca trong mơ Trình bày: Vương Duy, Hà My       | Lãng mạn |                                                            |
| 4 tháng 4 - 14 tháng 6    | Máy bay ký sự         | 22     | VFC | Trịnh Lê Phong (đạo diễn); Hà Anh Thu, Tống Phương Dung (kịch bản); Vân Anh, Đình Tú, Kim Oanh, Thùy Dương, Thanh Sơn, Nguyễn Thị Loan, Gia Linh, Minh Hằng, Trung Anh, Nguyễn Tiến Huy, Viết Thái, Tiến Lộc, Nguyễn Kiều Trang, Linh Sugar... | Một trái tim rất yêu Trình bày: Phạm Cẩm Vân           | Lãng mạn |                                                            |
| 20 tháng 6 - 11 tháng 10  | Khép mắt chờ ngày mai | 34     | VFC | Vũ Trường Khoa (đạo diễn); Thu Dung (kịch bản); Hạnh Sino, Ngô Thế Nguyên, Quang Minh, Doãn Quốc Đam, Như Quỳnh, Ngọc Tản, Nguyễn Mạnh Cường, Sỹ Tiến, Thanh Tú, Khuất Quỳnh Hoa, Hoàng Anh, Cường Việt, Trần Hạnh, Kim Xuyến, Thế Bình, Phúc Anh, Ngô Thu Thuận, Hà Đan, Hoàng Yến, Phạm Minh Nguyệt, Thu Huyền, Đình Tú... Cameo: Anh Dũng                                                   | Giấc mơ của con Trình bày: Thùy Chi                    | Lãng mạn | Tên cũ: Dương cầm xanh. Sản xuất năm 2014.                 |
| 17 tháng 10 - 27 tháng 12 | Bạch mã hoàng tử      | 22     | VFC | Vũ Minh Trí (đạo diễn); Trịnh Cẩm Hằng, Thuận Nguyễn, Nguyễn Trang (kịch bản); Bùi Hà Anh, Phạm Anh Tuấn, Trung Anh, Công Lý, Doãn Quốc Đam, Ngọc Quỳnh, Đỗ Hà Anh, Nguyễn Quỳnh Trang, Minh Trang, Trịnh Huyền, Hoàng Xuân, Trần Trung, Xuân Hùng, Kiều Trang, Xuân Trường, Gia Bảo, Ngọc Tản, Thu Hằng, Xuân Thông, Thu Huyền, Hà An, Ngọc Linh, Song Việt, Mạnh Linh, Hằng Nga, Đoàn Sơn... | Giấc mơ nhẹ nhàng Trình bày: Minh Vương M4U & Thùy Chi | Lãng mạn | Chuyển thể từ tiểu thuyết cùng tên của nhà văn Hồng Sakura |

## VTV6 - Phim Sitcom
Những bộ phim này phát sóng từ 20:50 đến 21:05 các ngày từ thứ Hai đến thứ Sáu trên kênh VTV6.
| Thời gian                                 | Tên               | Số tập          | NSX      | Đoàn làm phim | Bài hát chủ đề                                                                           | Thể loại                      | Ghi chú |
| ----------------------------------------- | ----------------- | --------------- | -------- | --- | ---------------------------------------------------------------------------------------- | ----------------------------- | ------- |
| 10 tháng 2 năm 2015 - 25 tháng 4 năm 2016 | 5S Online - Mùa 2 | Tập 342 đến 603 | NeStudio | Nguyễn Hữu Trọng (đạo diễn); Nhóm 5S Online (biên kịch); Nguyễn Mạnh Quân, Quỳnh Anh Shyn, B Trần, Bình An, Phạm Anh Tuấn, Hoàng Anh Vũ, Hoàng Thu Trang, Thanh Hương, Đức Nguyễn, Nguyễn Hữu Trọng, nhiều diễn viên khác... Cameo: Chi Pu | Khát khao tuổi trẻ Trình bày: Hoàng Thu Trang, Anh Vũ, Mạnh Quân, B Trần, Quỳnh Anh Shyn | Hài kịch, văn phòng, tuổi trẻ |         |

## Phim không định kỳ
Bộ phim này được phát sóng trong khung giờ thường dành cho phim truyện phát lại.
Phim phát sóng từ 08:45 đến 09:30 các ngày từ thứ Hai đến thứ Sáu trên kênh VTV6.
| Thời gian               | Tên                      | Số tập | NSX | Đoàn làm phim | Bài hát chủ đề                               | Thể loại | Ghi chú |
| ----------------------- | ------------------------ | ------ | --- | --- | -------------------------------------------- | -------- | --- |
| 22 tháng 4 - 29 tháng 5 | Những cánh hoa trước gió | 24     | VFC | Đỗ Chí Hướng (đạo diễn); Thu Thủy (kịch bản); Ngô Lệ Quyên, Lê Trang, Bạch Quỳnh, Lan Anh, Xuân Phúc, Quang Minh, Ngọc Quỳnh, Thanh Hương, Hồng Quang, Thái Hòa, Mai Thu Huyền, Thanh Nhàn, Hán Huy Bách, Kim Ngọc, NSƯT Thùy Liên, Nguyễn Huyền Trang, NSƯT Đỗ Kỷ, Kim Xuyến, Thu Hà, Hoàng Công, Nguyễn Mạnh Hưng, Diễm My, Tiến Đạt, Mai Duyên, Trang Dung, Xuân Trình... | Những cánh hoa trước gió Trình bày: Thùy Chi |          | Dựa trên tiểu thuyết "Như lục bình trôi" của nhà văn Khúc Thụy Du. Là phần gốc của bộ phim Những cô gái trong thành phố. Trước đó là phát lại phim Khi người đàn ông góa vợ bật khóc (2013). Nối tiếp là phát lại phim Chạm tay vào nỗi nhớ. |